# Ойжанув (Мазовецьке воєводство)
Ойжанув (пол. Ojrzanów) — село в Польщі, у гміні Жаб'я Воля Ґродзиського повіту Мазовецького воєводства.
Населення — 221 особа (2011).
У 1975-1998 роках село належало до Скерневицького воєводства.

## Демографія
Демографічна структура станом на 31 березня 2011 року:
|          | Загалом | Допрацездатний вік | Працездатний вік | Постпрацездатний вік |
| -------- | ------- | ------------------ | ---------------- | -------------------- |
| Чоловіки | 113     | 20                 | 81               | 12                   |
| Жінки    | 108     | 22                 | 62               | 24                   |
| Разом    | 221     | 42                 | 143              | 36                   |